# Let's roll (Neil Young)
Let's roll is een lied dat werd geschreven door Neil Young. Hij bracht het rond november 2001 uit op een single in de VS en Canada (ook later nog in andere landen, zoals in 2002 in Duitsland). Daarnaast verscheen het op zijn dubbelalbum Are you passionate? De single werd zonder bijgaande promotietekst naar rockstations in Canada en de VS gestuurd. De single wist niettemin nummer 32 in de rocklijst van Billboard te bereiken.
Het nummer gaat over de aanslagen van 11 september 2001, in het bijzonder over de mislukte aanslag met United Airlines-vlucht 93. In het lied bevindt de zanger zich in het vliegtuig op het moment dat de kapers het stuur hebben overgenomen. Young zingt Time is runnin' out, let's roll (de tijd raakt op, laten we actie ondernemen). Young baseerde het lied met name op de passagier Todd Beamer die – net als in dit lied – zijn telefoongesprek onderbrak met de boodschap actie te gaan ondernemen. Hij zou letterlijk de woorden let's roll hebben uitgesproken.
De zanger hoopt hij dat er iemand aan boord is die het ding kan besturen en hem terug op de grond kan zetten. In de werkelijkheid lukte het de passagiers om een grootschalige aanslag te voorkomen, maar de erop volgende crash niet.